# 태권크리
태권크리는 대한민국의 음악 그룹이다. 2023년 EP 앨범 [Taekwondo (태권도)]로 데뷔했다.

## 음반
- Taekwondo(태권도) (2023)
- T.K.D (2024)

## 경력
- 태권도진흥재단 홍보대사 (2023)
- 제75주년 국군의날 홍보대사 (2023)
- 천안 K컬처박람회 홍보대사 (2023)
- 성남 세계태권도한마당 조직위원회 홍보대사 (2023)
- 성남 국제오픈태권도대회 홍보대사 (2023)
- 성남시태권도협회 홍보대사 (2023)